# Jüdischer Friedhof (Rhode)
Der Jüdische Friedhof Rhode ist ein Begräbnisplatz der Juden in Rhode, einem Stadtteil von Olpe im Kreis Olpe in Nordrhein-Westfalen.
Der jüdische Friedhof liegt Auf dem Gädkon (Auf dem Gäcken) im Wald zwischen Rhode und Waukemicke. Das Grundstück hat die Form eines ungleichseitigen Dreiecks und ist von einem niedrigen Wall umgeben. Der Friedhof wurde 1838 erstmals belegt. Grabsteine sind keine mehr vorhanden. Seit 2008 steht er unter Denkmalschutz.